# Anna Späth
Anna Späth es una variedad cultivar de ciruelo (Prunus domestica), de las denominadas ciruelas europeas,
una variedad de ciruela que fue localizada en la zona de los montes Kadoszbeg (Hungría) en 1870. Las frutas tienen un tamaño de medio a grande, color de piel morado más o menos rojizo o negro, no uniforme, y pulpa de color verde o verde amarillenta, con textura blanda, fundente, jugosa, y un sabor muy dulce, aromático.

## Sinonimia
- "Ana Spath",
- "Anna Spath".

## Historia
'Anna Späth' variedad de ciruela cuyos orígenes se localizan en los montes Kadoszbeg (Hungría) donde fue descubierto en 1870 e introducido en los circuitos comerciales por el viverista "Späth" de Berlín en 1874.
'Anna Späth' está cultivada en el Banco de germoplasma de cultivos vivos de la Estación experimental Aula Dei de Zaragoza.

## Características

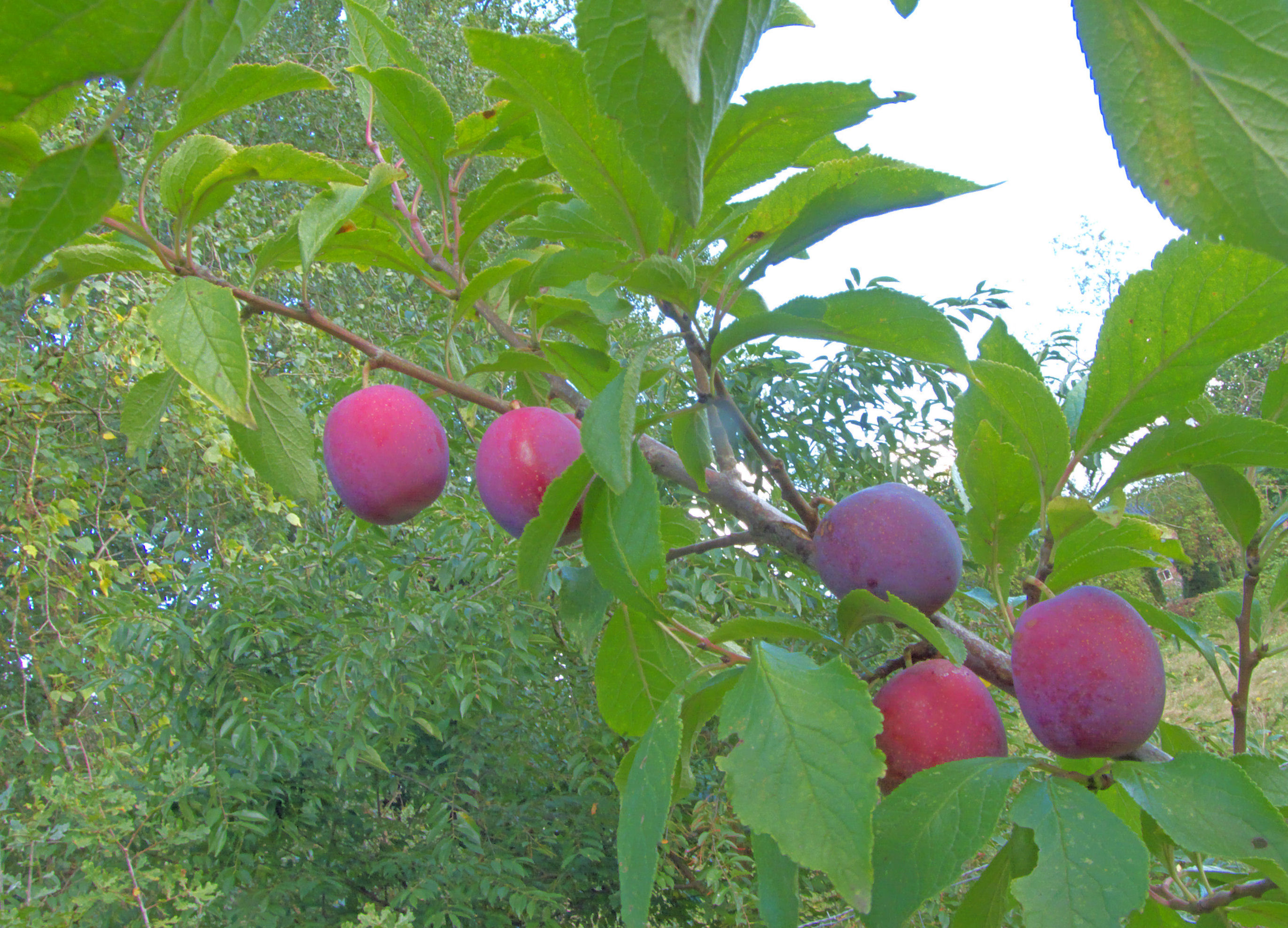
Las ciruelas 'Anna Späth' en el árbol.

'Anna Späth' árbol erguido vigoroso que produce buenas cosechas. Las flores deben aclararse mucho para que los frutos alcancen un calibre más grueso. Tiene un tiempo de floración que comienza a partir del 16 de abril con el 10% de floración, para el 20 de abril tiene una floración completa (80%), y para el 29 de abril tiene un 90% de caída de pétalos.
'Anna Späth' tiene una talla de tamaño medio a grande, de forma elíptico-redondeada, con una ligera depresión en la zona ventral, a lo largo de la sutura, asimétrica, con un lado más desarrollado, con línea de sutura casi imperceptible, del mismo color del resto del fruto, situada en una depresión muy ligera, casi superficial;epidermis recubierta de pruina abundante y gruesa, color violáceo, con una fina pubescencia, difícil de ver en el polo pistilar y a veces también en la parte inferior de la sutura, la piel tiene color morado más o menos rojizo o negro, no uniforme, viéndose a veces pequeñas zonas del color verdoso del fondo, presenta un punteado abundante de tamaño variable, más abundante y perceptible en las caras laterales, blanquecino, amarillento o rojizo con aureola oscura poco perceptible o sin aureola; pedúnculo corto, grueso, pubescencia ligera, muy difícil de ver, siendo su cavidad peduncular donde se inserta mediana, poco profunda, casi imperceptiblemente rebajada en la sutura;pulpa de color verde o verde amarillenta, con textura blanda, fundente, jugosa, y un sabor muy dulce, aromático.
Hueso libre, de tamaño mediano, elíptico, semi-globoso, con el surco dorsal muy marcado, a veces discontinuo, los laterales poco acusados, ápice con mucrón pequeño y puntiagudo, con las superficies laterales muy esculpidas.
Su tiempo de recogida de cosecha se inicia en su maduración en la tercera decena de agosto.

## Usos
Se puede utilizar tanto como fruto fresco de postre en mesa, y como ciruela culinaria.

## Cultivo
Parcialmente autofértil y por lo general producirá una cosecha que vale la pena por sí misma, para mejores resultados si se poliniza con las variedades 'Victoria' o 'Czar'.